# Нікорво
Нікорво (італ. Nicorvo) — муніципалітет в Італії, у регіоні Ломбардія,  провінція Павія.
Нікорво розташоване на відстані близько 490 км на північний захід від Рима, 50 км на південний захід від Мілана, 40 км на захід від Павії.
Населення — 350 осіб (2014).

## Демографія
Населення за роками:

Станом на 1 січня 2023 року в муніципалітеті офіційно проживали 23 іноземці з 7 країн, серед них 3 громадяни країн Євросоюзу та 5 громадян України.

## Сусідні муніципалітети
- Альбонезе
- Борголавеццаро
- Кастельноветто
- Черетто-Ломелліна
- Мортара
- Роббіо